# El ojo de la mente, fantasías y reflexiones sobre el yo y el alma.
El ojo de la mente: fantasías y reflexiones sobre el yo y el alma,  (El ingles The Mind's I: Fantasies and Reflections on Self and Soul) es una selección de ensayos y textos de ficción publicada en 1981 que tratan sobre la naturaleza de la mente y el yo. En ella Douglas R. Hofstadter (científico cognitivo) y Daniel C. Dennett (filósofo) seleccionan una colección de textos que van desde las reflexiones filosóficas tempranas y ficticias, hasta obras del siglo XX en las que la naturaleza del yo se convirtió en un tema viable para el estudio científico.

## Resumen
Cada uno de los capítulos del libro está compuesto por un texto previamente publicado por autores como Jorge Luis Borges, Douglas Harding,  Harold J. Morowitz, Alan Turing, Stanisław Lem, Terrel Miedaner, Allen Wheelis,  Richard Dawkins, Arnold Zuboff, David Hawley Sanford, Justin Leiber, Rudy Rucker, Christopher Cherniak, Raymon M Smullyan, John Searle, Thomas Nagel, así como los propios Hofstadter y Dennett. Cada uno de los textos es seguido por una reflexión de Hofstadter y/o Dennett.
Dennett y Hofstadter respaldan la idea de que podemos aprender mucho sobre las mentes y almas humanas al explorar la mentalidad humana en términos de procesamiento de información, así como de los procesos cerebrales mecánicos, esta idea sugiere que no hay nada teórico que nos impida construir procesos mentales similares a los humanos en nuestros dispositivos mecánicos o informáticos. Aunque algunos puntos de vista van en contra de esta noción, como John Searle y su argumento de la habitación china. 
El libro se compone de seis secciones que abordan distintos aspectos del problema de la identidad personal. Cada sección se enfoca en un tema relacionado con la cuestión del yo y su naturaleza. 

### Parte I: "Un sentido del yo"
Esta primera parte está compuesta por 3 pasaje, la primera de ellas por el escritor argentino Jorge Luis Borges, llamada "Borges y yo", ensayo en el que Borges reflexiona sobre la naturaleza dual de sí mismo, una pública conocida y otra privada, esta reflexión de su bifurcación de identidad le sirve para reflexionar sobre la personalidad, la escritura y la creación. 
El segundo texto es escrito por Douglas Harding, escritor filosófico inglés, místico, y maestro espiritual, llamado "De no tener cabeza" en este ensayo el autor explora la experiencia de darse cuenta de que no tiene cabeza, en un sentido literal y metafórico, reflexiona sobre como las personas pensamos que nuestra cabeza es el centro de nuestra conciencia, sin embargo, por meditación e introspección es posible darse cuenta de que esto es una ilusión. 
Esta primera parte cierra con el texto de Harold J. Morowitz llamado "El descubrimiento de la mente" El texto explora el cambio en la importancia de la mente y el materialismo en la naturaleza, donde los biólogos se han vuelto más materialistas mientras que los físicos han alejado de los modelos mecánicos hacia un punto de vista donde la mente juega un papel en los fenómenos físicos. Esta ambivalencia ha dejado a los psicólogos en una posición difícil al estudiar fenómenos alejados del mundo submicroscópico, pero también de la mente, un elemento indefinido.
En conclusión, los tres textos abordan la complejidad de la identidad y la conciencia desde distintas perspectivas. Desde la dualidad entre lo público y lo privado de Borges, pasando por la ilusión de la cabeza como centro de la conciencia según Harding, hasta la importancia de la mente en los fenómenos físicos según Morowitz. Estos ensayos invitan a una reflexión profunda sobre nuestra propia identidad y cómo percibimos la realidad, así como a cuestionar las categorías que utilizamos para comprendernos a nosotros mismos y al mundo que nos rodea.

### Parte II "Sondeo del alma"
El tema general de esta parte es el alma y la forma que tenemos de determinar si existe, así como su relación con otros conceptos como el lenguaje, la inteligencia, la conciencia o la empatía. 
Compuesta de 5 textos, esta parte empieza con el texto de Alan Turing, quien es conocido como el padre de la computación moderna,el título del texto es "Los aparatos de computación y la inteligencia" en el Turing plantea la pregunta «¿Saben pensar las máquinas?.» e imagina un experimento que nos permitiera separar a los seres pensantes de lo que no lo son. Propone la creación del famoso test de Turing que es una prueba diseñada para evaluar la capacidad de una máquina para exhibir un comportamiento inteligente similar al de un ser humano. La prueba consiste en que un ser humano converse por medio de un terminal con otra persona o con una máquina. Si el evaluador no puede distinguir si está hablando con un ser humano o una máquina, entonces se considera que la máquina ha superado la prueba. (Al momento de la publicación del libro, ninguna máquina había sido remotamente capaz de acercarse a pasar la prueba de Turing). En la reflexión firmada tanto por Dennet como por Hofstadter mencionan que el artículo de Turing se centra en una aparente inclinación hacia la percepción extrasensorial como una posible diferencia fundamental entre seres humanos y máquinas. Esta idea de Turing parece haber sido influenciada por su creencia en la telepatía, pero argumentan que la mayoría de los físicos y psicólogos dudan de la existencia de la percepción extrasensorial en cualquier forma. El texto también sugiere que, si estos fenómenos paranormales existieran, requerirían una revolución científica radical y cuestionaría la ciencia actual.
El segundo texto de esta segunda parte es del propio Hofstadter, con el título "Temas metamágicos bizantinos. El test de Turing: conversaciones en un café." Este texto está en forma de diálogo entre 3 estudiantes, uno de física, una de biología y una de filosofía, apareció por primera vez en Scientific American en 1981, los participantes dialogan y discuten las implicaciones y el rigor científico de la prueba de Turing, la reflexión se centra sobre todo en que al separar a jueces de la máquina en cuartos separados y esperar que distingan solo por su comportamiento exterior, caeríamos en una especie de conductismo, operacionalismo, o verificacionismo.
El tercer texto es el escritor polaco Stanisław Lem "La Princesa Inefabella" que es un pasaje del cuento "La leyenda de las tres máquinas de contar historias" que a su vez son parte del libro "Ciberiada", este texto se relaciona fuertemente con el de Turing, pues habla de la simulación y de la forma en que podemos distinguir algo simulado de algo real. El cuento, presenta a una princesa que es tan hermosa que nadie puede describirla con palabras (inefable). Un grupo de ingenieros decide construir una máquina que pueda simular la belleza de la princesa. La máquina es tan perfecta que nadie puede distinguir entre la princesa real y la princesa simulada. Sin embargo, cuando los ingenieros tratan de programar el amor en la máquina, se dan cuenta de que no pueden hacerlo. La princesa simulada puede hacer todo lo que la princesa real haría, excepto sentir amor.
El cuarto es un texto de Terrel Miedaner, "El alma de Martha, una bestia" pasaje del libro de terror y ciencia ficción, "El alma de Anna Klane" La novela explora la existencia del alma, la preservación del espíritu después de la muerte física y el valor de la vida física que carece de alma. Por su parte, en esta reflexión se aborda la cuestión de si existe alguna diferencia entre tener una mente e intelecto, y tener alma. Se plantea la interrogante sobre si es posible tener una sin las otras, y se examina también la posibilidad de medir tanto el lenguaje como el alma. Todo ello vuelve a poner en la mesa el problema inicial del Test de Turing.
El quinto y último texto de esta selección es un pasaje de la novela "El alma de Anna Klane" llamado "El alma de la bestia Mark III", el cual explora cuestiones trascendentales tales como la autorreproducción, los sentimientos y las líneas que se establecen para sentir compasión por algunos seres y no por otros. La narrativa presenta un escenario hipotético en el cual se crea un programa de computadora capaz de simular el comportamiento de un organismo vivo, que adquiere tal complejidad que comienza a desarrollar un sentido de autoconciencia. El texto invita a los lectores a reflexionar acerca de las implicaciones éticas y responsabilidades que surgen de la creación de vida artificial. Además, se aborda el tema del sufrimiento y el vegetarianismo, así como la idea de que "«el alma» surge como una función no de nuestro estado interior claramente definido, sino de nuestra propia capacidad de proyectarnos".
En resumen, estos textos cuestionan la existencia del alma y exploran cómo se relaciona con otros conceptos como la inteligencia, la conciencia y la empatía. En general, sugieren que la idea del alma puede ser más compleja de lo que se ha pensado y puede estar relacionada con nuestra capacidad de pensar, sentir y conectarnos con el mundo que nos rodea.

### Parte III: "De la máquina al lenguaje"
Compuesto por 4 textos, esta parte trata sobre la formación de la mente a partir de elementos individualmente incapaces de pensar. 
Comienza con el texto de Allen Wheelis, psicoanalista y escritor conocido por su trabajo en psicología existencial, el fragmento incluido se titula "Espíritu" y es extraído de la obra original "No saber cómo vivir", donde Wheelis habla sobre la condición humana y explora temas como la soledad, la angustia, la libertad, el amor y la muerte. Es una meditación poética que explora la posición que los humanos ocupamos en el universo, y cómo nuestra comprensión científica del mundo ha cambiado radicalmente nuestra percepción de nosotros mismos. Esta fuertemente relacionada con la visión radical de Richard Dawkins, quien escribe el texto siguiente. 
"Genes egoístas y «memes» egoístas" es el segundo texto, es parte de la obra "El gen egoísta". En este libro el biólogo Richard Dawkins, defiende que los genes son la auténtica base de la evolución, en lugar de los organismos como se había pensado hasta entonces, por otra parte, están los "memes" que son unidades de cultura y comportamiento que se transmiten de persona a persona a través de la cultura. Según Hofstadter, el texto de Dawkins defiende la tesis reduccionista, que busca explicar el origen de la vida y la mente en términos físicos, es así que puede encontrarse los orígenes de la vida y la mente en la simple materia. Deja fuera toda suerte de entelequias y sé ciñe a explicarlo todo en moléculas. La reflexión discute la validez del principio del sentido común de que si todas las partes de un objeto están en buenas condiciones, entonces el objeto debe funcionar correctamente. Este principio puede no ser válido en el nivel microscópico de la materia, donde las propiedades emergentes pueden surgir de la interacción de las partes individuales. Subraya que las propiedades emergentes de sistemas complejos pueden ser difíciles de explicar a partir de las leyes que gobiernan sus partes individuales. 
Extraído del libro ganador del Pulitzer, "Godel Escher Bach", el tercer texto se titula "Preludio y fuga... de hormigas", autoría del propio Hofstadter, este texto nos presenta un diálogo entre Aquiles, una tortuga, un cangrejo y hormiguero, a través de la conversación de estos personajes se plantean las ideas de Pierre de Fermat y su famoso Último teorema de Fermat, así como su relación con las obras de Johann Sebastian Bach, en especial El clavecín bien templado, siguiendo con reflexiones sobre el holismo y el reduccionismo. El texto reflexiona sobre si los sistemas, incluyendo la mente, pueden ser más grandes que la suma de sus partes, (postura holista) o si en cambio podemos dar explicaciones cada más precisas si descomponemos cualquier sistema en cada una de sus partes (postura reduccionista). Encontramos también reflexiones sobre las capas de los sistemas y sus subsistemas, como pueden ser una ciudad, un hormiguero o incluso el cerebro y la mente misma. La reflexión profundiza en la discusión acerca de la posibilidad de atribuir propiedades a los sistemas, considerando factores como su tamaño, complejidad y relación con sus partes y categorías constituyentes. Se aborda la cuestión de si un sistema es más grande o pequeño, así como si es complejo o más simple, y cómo esto puede influir en su comportamiento y características.
Esta tercera parte cierra con el texto de  Arnold Zuboff "Historia de un cerebro"cuenta la historia de un joven que sufre de una enfermedad que afecta a todo su cuerpo, con la única excepción de su sistema nervioso, explorando las implicaciones éticas de mantenerlo con vida por medios tecnológicos. La reflexión que plantea menciona que este texto podría derribar el resto del libro, pero plantea algunas posibles sugerencias para no terminar en un reductio ad absurdum, explorando a través de la experiencia subjetivas como la contemplación del David de Miguel Ángel o las del pianista Raymond Smullyan, pues, aunque podamos descomponer a elementos individuales, incluso atómicos, la experiencia subjetiva debe ser vivida individualmente.
En conclusión, los cuatro textos presentados en esta sección exploran diferentes aspectos relacionados con la formación de la mente a partir de elementos individualmente incapaces de pensar. Desde la visión poética de Allen Wheelis, pasando por la perspectiva reduccionista de Richard Dawkins, las reflexiones sobre el holismo y el reduccionismo de Douglas Hofstadter, hasta la reflexión ética de Arnold Zuboff sobre la experiencia subjetiva. En conjunto, estos textos nos invitan a reflexionar sobre cómo la mente surge a partir de la compleja interacción de múltiples elementos y cómo estas interacciones pueden generar tanto una comprensión más profunda de nosotros mismos y del mundo que nos rodea, como también desafíos éticos y existenciales que debemos abordar.

### Parte IV: "La mente como programa"
Conformada por 5 textos, esta parte explora las posibles analogías entre lo que llamamos mente y que surge de entes biológicos y lo que pueden hacer las computadoras a través del software. 
El primer texto es de Daniel Dennett titulado "¿Dónde estoy?" en él cuenta una anécdota ficticia con la NASA y El Pentágono, relacionado con su trabajo con el cerebro e investigaciones nucleares. A través de un experimento separan su cuerpo de su cerebro, él al ser filósofo empieza a teorizar sobre posibilidades de dónde está, en donde está su cerebro, en donde está su cuerpo o quizá en ninguno de los dos sitios o quizá en ambos. Después de ocurrir un accidente, el cerebro de Dennett termina en un nuevo cuerpo, lo que deriva en más reflexiones sobre su condición y la dualidad que termina por generarse y hacer que existan dos Dennett.
El segundo texto es una continuación, obra del también filósofo David Hawley Sanford, "¿Dónde estaba yo?" en un tono cómplice con Dennett, escribe una ficción, donde cuenta que por su parte trabajó para el Departamento de Defensa en apoyo a la misión de Dennett. Ahonda en la forma en que se trasladó el cerebro, los problemas que hubo y narra como sustituyen cada uno de los sentidos por máquinas que hacen el trabajo equivalente a oídos, ojos, piel, boca y creando un cuerpo entero controlado por retroalimentación directamente conectado al cerebro de Sanford. Las reflexiones que hace tocan temas como el viaje espaciotemporal sin ocupar posiciones intermedias, una especie de teletransportación percibida. Toca también el argumento filosófico de Descartes "Pienso, luego existo" y lo relaciona con la percepción de sus sentidos sintéticos. La reflexión final cita Marvin Minsky sobre la posibilidad de reproducir el cuerpo humano o al menos la experiencia motora y sensorial con sensores y motores, a lo que llama "telepresencia". La reflexión que se presenta destaca la importancia de ser cautelosos en la interpretación de las fantasías filosóficas que involucran elementos tecnológicos imposibles o poco probables en el presente. En general, es importante tener en cuenta que muchas de las fantasías filosóficas más interesantes pueden requerir reglas y premisas poco realistas, lo que puede limitar su relevancia en el mundo real.
El tercer texto continua con la línea de los relatos de ciencia ficción, de Justin Leiber “Más allá del rechazo” es una novela de ciencia ficción que explora los problemas que surgen de la práctica del grabado de cerebro y los respaldos de la mente que pueden ser trasladados entre cuerpos. La trama se desarrolla en un futuro distópico y aborda temas como la percepción y la forma en que se relacionan los impulsos recibidos con el procesamiento que el cerebro hace de ellos. Además, explora los problemas éticos y morales que surgen de la práctica del grabado de cerebro y la transferencia de mentes entre cuerpos. La reflexión nos cuenta que, a pesar de ser un ejercicio de imaginación muy interesante, las posibilidades de hacer el grabado de cerebro son casi imposibles tanto hoy como en el futuro, dadas las condiciones en que nuestro cerebro está determinado de forma innata.
El penúltimo texto de esta parte se titula "Lenguaje" de Rudy Rucker también en el género de la ciencia ficción, sigue con la línea de la preservación y transición de cerebros, en este caso con la introducción de robots autónomos que habitan la luna y que buscan que su creador se haga inmortal, trasladando su cerebro a un ente sintético. Hace mención y analiza lo que un robot pudiera opinar de las tres leyes de la robótica de Asimov. En este caso es un robot quien hace la reflexión sobre su propia existencia, sobre qué es, si puede tener un autosimbolo y de conciencia personal, si es que es posible separarlos o están unidos irremediablemente. Sugiere que la discrepancia entre un símbolo-él y un símbolo-yo, no es una diferencia en la ortografía, sino en el papel que juega. La reflexión se pregunta sobre qué o quienes pueden tener la capacidad de autoconcepto, una langosta, por ejemplo, pues aún los más simples seres vivos tienen la capacidad de tener estructuras de control para preservarse y tener autoestima, en el sentido de poder deducirse que existe un deseo por mantenerse con vida. 
La cuarta parte cierra con "El enigma del universo y su solución" de Christopher Cherniak como sus predecesores es un fragmento de ciencia ficción. En él se plantea un informe sobre lo que llama "Enigma" que causa que un grupo de estudiantes de posgrado de ciencias cognoscitivas caiga en coma profundo, se descubre que es causado por leer cierta información de un proyecto de investigación llamado Autonomía. Lo que contiene "Enigma" es incognoscible, dado el daño que causa, se teoriza que pudiera ser una Piedra de Rosetta del lenguaje o incluso la clave para dotar de conciencia a las máquinas. Finalmente se descubre una paradoja; no es posible protegerse de "Enigma" pues hablar para prevenir de él hace que se propague más. La reflexión lo compara con un chiste de Monty Python o un cuento de Arthur C. Clarke, quienes imaginaban un chiste o una canción que tiene la capacidad de causar daño a la mente solo por escucharlo. Reflexiona también sobre las paradojas autorreferenciales y su posible relación con el surgimiento del yo. Finaliza con reflexiones acerca de las capacidades de las computadoras para simular la complejidad de nuestras mentes, en particular en lo que respecta a la percepción y el aprendizaje.
En resumen, esta sección consta de cinco relatos de ciencia ficción que se adentran en las posibles analogías entre la mente, un fenómeno emergente de seres biológicos, y la capacidad de las computadoras para procesar información a través del software. Los escritos, creados por autores diversos, presentan una serie de situaciones hipotéticas que desafían la comprensión de la conciencia, la identidad y la percepción. A través de las narrativas, se plantean cuestiones filosóficas y científicas sobre la naturaleza de la mente y su relación con el cuerpo, la tecnología y el universo.

### Parte V: Los «Yo» creados y el libre albedrío
Constituida por 6 pasajes, esta parte habla a través de obras de ficción de lo que puede ocurrir si los humanos somos capaces de crear conciencias sintéticas, en diferentes formas y modos. Así como las implicaciones éticas que tendría y los criterios que podriamos tener para llamarlos "Yo", es decir, seres con autoconciencia 
El primer texto vuelve al escritor polaco Stanisław Lem, también de su celebre libro de cuentos "Ciberíada", el texto incluido es titulado: "La séptima Sally, o cómo la perfección de Trurl no llevó a nada bueno", este cuento trata sobre un viaje a un pequeño planeta donde nuestro protagonista Trurl conoce a Excelsius el Tártaro, un rey derrocado. Trurl con buenas intenciones le crea un nuevo reino simulado dentro de una caja, exhaustivamente llena de detalles. Lo que deja satisfecho a Trurl y al rey Excelsius, pero el compañero de Trurl, Klapaucius le hace ver que, aunque microscópico y sin importar su origen, en esencia son idénticos a ellos mismos porque "somos también nosotros, si nos analizas físicamente, mecanísticamente, estadísticamente y meticulosamente, nada sino el baile minúsculo de nubes de electrones". En resumen; cuando la imitación es demasiado perfecta, es indistinguible de lo imitado, incluso en sus implicaciones morales o éticas. La reflexión analiza dos visiones de mundos manufacturados presentes en obras de ciencia ficción: una de Stanislaw Lem y otra de Tom Robbins. Así como los aspectos de la inteligencia artificial que no hemos tocado, como la simulación del lenguaje, los modelos autorganizados y la realimentación.
El segundo fragmento de esta parte, es del mismo Lem, titulado "Non Serviam" que toca el tema de una ciencia ficticia llamada "personética" que en esencia es la producción artificial de seres inteligentes. Describe el proceso matemático, físico, geométrico y lógico que se usa para crear a estos seres, y sus propiedades espaciotemporales. El producto de esta ciencia se llama "personoides" y hace una detallada descripción de sus características, así como del universo matemático en que viven, reflexionando sobre la posibilidad de que hayan desarrollado alma. Toca también la diferencia entre la forma en que estos personoides trabajan en un nivel puramente lógico matemático y la forma en que nuestro cerebro funciona por la bioquímica de la evolución, indagando en los conflictos jerárquicos de subsistemas. Intentando a través de este ejercicio de ficción dilucidar, qué es la conciencia. Proponiendo que pudiera ser la reguladora de todos los conflictos entre subsistemas. Toca también el tema de Dios, en el caso de los personoides y de nosotros mismos. Explorando argumentos lógicos y teológicos como el problema del mal y otros problemas de la ciencia divina, que adquiere una especial relevancia cuando pensamos que los personoides fueron inventados por un ser humano, quien análogamente sería su Dios. La reflexión versa sobre las inteligencias artificiales reales, los mundos simulados y los universos cibernéticos, así como el juego de la vida y sus relaciones con nuestro propio universo.
En el tercer texto, Raymon Smullyan se pregunta "¿Es Dios taoísta?" en una ficción en forma de diálogo, hace conversar a un mortal con Dios. En este intercambio discuten temas como el libre albedrío, la libertad, la responsabilidad y el pecado en un diálogo socrático donde debaten sobre lo que cada uno ha hecho y debe hacer. Tratando de encontrar los aciertos y errores de Dios al asignar el libre albedrío a los humanos. El diálogo gira a la posibilidad de que tanto mortal como Dios, sean ambos partes del Tao. Entendiéndose el Tao como una fuerza universal que fluye a través de todas las cosas y que guía al mundo completamente, pero que a la vez es innombrable e inconcebible por la mente humana. En la reflexión se explica un poco sobre el origen del texto y su autor, así como de sus implicaciones religiosas. Analiza también los sistemas, subsistemas y la relación con el libre albedrío y el determinismo. Concluyendo con un comentario sobre la forma en que un lógico matemático como Smullyan puede flexibilizar su pensamiento en ejercicios como este.  
El cuarto pasaje es "Las ruinas circulares" de Jorge Luis Borges, donde a través de un relato cercano a un mito o una leyenda, Borges cuenta los rituales que realiza el protagonista, en las ruinas. Atreves de los sueños, logra contactar con un dios al que llama "Fuego", quien lo instruye, siempre encontrándolo en sus sueños. El mago (el protagonista) empieza a pensar en lo terrible que sería para su hijo (Fuego) descubrir que es un sueño, para terminar, descubriendo que el mismo es en realidad el sueño de alguien más. La obra cuestiona la naturaleza de la realidad y la identidad, y desafía nuestra capacidad para distinguir lo verdadero de lo ilusorio. A través de la exploración de los límites de la mente y la imaginación, Borges nos invita a reflexionar sobre la naturaleza de nuestra propia existencia y sobre la posibilidad de que nuestro mundo sea tan solo una creación de nuestra propia percepción. En la reflexión se citan pasajes de la obra de Lewis Carroll así como los pensamientos de Descartes sobre la forma de saber cuándo soñamos o estamos en vigilia. Socavando nuestra capacidad de distinguir lo soñado del soñador, el cuerpo de la mente, los objetos de lo biológico, lo mágico de lo real.     
El penúltimo capítulo del libro aborda el ensayo "Mentes, cerebro y programas" del filósofo estadounidense John Searle, quien explora en él los experimentos computacionales para crear inteligencia artificial y separa dos conceptos independientes: la IA débil y la IA fuerte. En su argumentación, Searle sostiene que mientras la primera sólo simula, la segunda podría llegar a considerarse una mente en sí misma, si alcanzara ciertas capacidades. Asimismo, explora la capacidad de comprensión y explicación que pueden tener las máquinas, introduciendo el experimento de la habitación china para explorar las posibilidades de interpretación de la forma en que funcionan las computadoras y las mentes análogamente. Searle examina las posibles respuestas que diferentes trabajadores en inteligencia artificial dan al problema de la habitación china, citando el trabajo de Roger Schank y otros de la Universidad de Yale como argumento central de la teoría de la IA fuerte. Searle es un defensor de la intencionalidad como condicionante para la auténtica comprensión, y en esa línea contrarresta punto por punto las ideas pro-IA fuerte, concluyendo que lo importante del funcionamiento tanto de la IA como de la mente no son las propiedades formales puras, sean de la índole física o química que sean, sino la intencionalidad, lo que la dota de propiedades reales. Searle deja abierto el problema de cómo la mente genera intencionalidad y deja en claro que, aunque no sepamos cómo se produce, podemos afirmar que ningún programa por sí solo es suficiente para su aparición. La reflexión señala que este artículo es contrario a la posición de la gran mayoría de los textos que componen el libro. Contrargumenta la validez del experimento de la habitación china y la debilidad del concepto de intencionalidad de Searle. También se discute el pansiquismo y las posibilidades futuras del desarrollo de las computadoras, así como sus implicaciones para las teorías de la mente y la conciencia.     
La quinta parte cierra con un cuento breve de Raymond M. Smullyan, titulado “Un dualista infortunado” se trata de un cuento alegórico donde su protagonista cree que el cuerpo y la mente son dos sustancias separadas. Por razones que no se mencionan el desea quitarse la vida, pero lo detiene la culpa y sus dudas morales. En su universo ficticio se inventa una droga que puede acabar con el alma o la mente, pero sin alterar ninguna cosa en el cuerpo, por lo que cualquiera que lo vea desde fuera, no notaría cambio. Para su desgracia, un amigo se le adelanta y se la inyecta mientras duerme una noche antes de comprarla. Cuando al día siguiente él confiado la toma, no nota ningún cambio, a lo que se siente infortunado, porque para él no hubo ninguna diferencia . La reflexión habla de cómo este cuento puede ilustrar las debilidades del dualismo, porque si todo lo exterior sigue idéntico, ¿Cómo podríamos afirmar que hubo cambio interior? Afirma que lo que vemos es un “aplanamiento”, es decir vemos toda la evolución y los orígenes, físicos, químicos y biológicos comprimidos. Discute finalmente dos tipos de dualismo, el epífenomenalismo y el interaccionismo. Dejando abierta la puerta a la pregunta sobre ¿Interactúa el alma con los fenómenos físicos? ¿Qué implicación tiene que lo haga o no?     
En conjunto, esta sección examina diversas perspectivas y plantea cuestionamientos profundos sobre la naturaleza de la conciencia y la existencia, explorando los límites de la imaginación y desafiando nuestras concepciones tradicionales. Además, presenta puntos y contrapuntos acerca de cómo los seres humanos concebimos la mente, el alma y el cuerpo tanto de forma aislada como en interacción, al tiempo que ofrece una visión del futuro que nos depara en relación con las máquinas computacionales.

### Parte VI: El ojo interior.
El primer texto de esta última parte es del filósofo Yugoslavo Thomas Nagel, con uno de sus ensayos más famosos; "¿Cómo es ser un murciélago?". Nagel es un crítico de reduccionismo en los estudios de la mente y la conciencia. Contrario a la postura general que dice que solo los seres humanos tienen conciencia, para Nagel, el hecho de ser, implica tener un estado de conciencia. Explora los rasgos fenomenológicos de la experiencia y cómo un lenguaje fiscalista o cualquier intento materialista que no explique la conciencia en su carácter subjetivo está incompleta. Para demostrar este punto recurre al experimento mental en que asumiendo que un murciélago tiene un grado de experiencia, tratemos de pensar en su forma de relacionarse con el mundo exterior. Cuestiona si la capacidad de imaginación con que contamos los humanos nos puede permitir extrapolar en modo alguna la experiencia de ser murciélago. Nagel nos dice que el hecho de ser incapaces de proyectar la fenomenología de un ser totalmente diferente no implica que su experiencia subjetiva no exista, sea un murciélago, un marciano o un humano. Discute las posibilidades de la subjetividad y de la objetividad para la experiencia perceptiva y explora los posibles análisis del conocimiento como experiencia interna y externa. Para Nagel la creación de una experiencia objetiva pura implica la eliminación del punto de vista particular. Siendo que ninguna explicación fisicalista o materialista hasta ahora ha podido dar cuenta de la experiencia subjetiva. Así es que el fisicalismo del fenómeno mental es incipiente. Tomas concluye que solo podremos avanzar en una teoría física de la mente cuando reflexionemos sobre el problema de lo subjetivo y lo objetivo.
El siguiente texto es "Pesadilla epistemológica", se presenta un relato de ficción dialogado, escrito por Raymond Smullyan en él "Frank", el protagonista visita a tres diferentes profesionales, en primer lugar a un oftalmólogo, luego a un epistemólogo experimental y finalmente un psiquiatra. El tema central radica en una máquina llama "cerebroscopio", que puede medir los estados mentales. Este aparato genera paradojas, pues el epistemólogo experimental, le otorga demasiada confianza a su máquina, misma que le sugiere que él debería dejar de confiar en ella, lo que lo lleva al conflicto, de la cual solo sale por el malfuncionamiento de la máquina. El tema central es la duda general derivada de las percepciones que tenemos sobre nuestras percepciones
En la reflexión se hace referencia a ciertos catadores de café que dudan sobre sus capacidades, mientras uno está convenido que el café ha cambiado, el otro piensa que son sus percepciones. Lo que nos hace preguntarnos sobre las percepciones que podemos tener sobre nuestras percepciones. 
El penúltimo texto es "Conversaciones con el cerebro de Einstein", extraído del célebre G.E.B. Hoftstader imagina una conversación entre Aquiles y Tortuga, donde imaginan lo que podría pasar si un cerebro pudiera ser replicado en un libro a nivel celular, lo que sería un símil a lo que hacemos con la música. Lo que lleva a la reflexión a mencionar que aunque todo esto sea un diálogo un tanto absurdo, nos sirve para plantearnos cuál es la diferencia con lo que se hace en el conocimiento científico que puede verse solo como una serie de narrativas explicativas. 
El texto final de esta parte y del libro es "Ficción" de Robert Nozick en un ensayo que raya constantemente en los límites de la cuarta pared, cuestionando sobre las diferencias sutiles y las coincidencias profundas entre lo que entendemos como "Realidad" y "Ficción". Imagina un análisis multinivel de ficción, donde el autor es imaginado por otro autor, en un ciclo interminable. La idea final invita a pensar sobre la trascendencia de nuestras existencias, donde la realidad y la ficción convergen en un punto de inflexión divino.

## Recepción
El libro ha recibido críticas mixtas, pues se ha considerado que mezcla textos e ideas de diferente índole y con finalidades incluso opuestas. Así mismo se ha cuestionado las interpretaciones que Hofstadter y Dennett hacen desde la filosofía de conceptos que otras ramas como la antropología, la sociología y la psicología evolutiva tienen avances.
En su crítica Nicholas Humphrey cuestiona la utilidad y el sentido de las paradojas presentadas, y sugiere que se necesita una psicología evolutiva que explique los límites y las funciones de nuestros conceptos mentales. Aunque reconoce su utilidad para explorar los límites y funciones de nuestros conceptos mentales. 
Por otro lado Michael Starks, en su crítica sigue las ideas de Wittgenstein, quien veía el lenguaje como la base del pensamiento y por ende, crítica duramente a los filósofos cuando recurren a los llamados juegos del lenguaje. Para él, el mayor problema es el reduccionismo, pero a su vez, lo ve como un compendio valioso por la cantidad y variedad de autores que recopila : "Debido a la amplia gama de escritores famosos representados, este libro todavía vale la pena leer." 
El catedrático de filosofía William Barrett, en un artículo publicado en The New York Times, hizo una crítica mixta de El ojo de la mente. Afirmaba que el libro representaba un "signo de cambio bienvenido" respecto a las actitudes predominantes en filosofía, que hacían hincapié en lo objetivo sobre lo subjetivo, pero afirmaba que "a pesar de todo su estímulo, el libro me pareció bastante confuso, e incluso confuso", criticando en particular las aportaciones de Hofstadter.